# Clwyd East
Dwyrain Clwyd
Dwyrain Clwyd
Clwyd East, également connu sous le nom alternatif de Dwyrain Clwyd, est une division électorale britannique envoyant un représentant à la Chambre des communes à partir des élections générales de 2024.
C'est une circonscription de comté érigée à la suite d’un décret de 2023 permettant le morcellement du pays de Galles en 32 sièges.

## Histoire
Dans le cadre de la révision des circonscriptions parlementaires de 2023, le rapport final de la commission des limites pour le pays de Galles préconise la création de Clwyd East (également désigné sous le nom alternatif de Dwyrain Clwyd) à partir de trente-huit sections électorales comprises dans quatre circonscriptions existantes : deux relevant de celle de Clwyd South ; quatre de Clwyd West ; vingt-quatrede Delyn ; et huit de Vale of Clwyd.
Clwyd East est érigé comme circonscription de comté par le Parliamentary Constituencies Order 2023 à partir de portions de territoires de trois zones principales, le comté du Denbighshire (portion de treize sections électorales), celui du Flintshire (portion de vingt-quatre sections électorales) et le borough de comté de Wrexham (portion d’une section électorale).

## Description

### Toponymie
La circonscription tire son nom du comté préservé de la Clwyd, dont elle constitue la partie orientale. Elle dispose d’un nom alternatif, Dwyrain Clwyd.

### Données démographiques
Selon le rapport final sur la révision périodique des circonscriptions parlementaires de la commission des limites pour le pays de Galles, la circonscription détient 76 395 électeurs (données 2020) sur une superficie estimée de 676 km2.
D’après le dernier recensement de la population en vigueur (2021) publié par l’Office for National Statistics en 2022, la circonscription admet une population résidentielle totale (all usual residents en anglais) de 96 116 habitants. Clwyd East ne comprend qu’une zone urbanisée (built-up area en anglais) de plus de 10 000 habitants, classée comme « petite agglomération », Prestatyn (16 675),.

## Représentation
| Législature | Période | Période | Membre | Groupe | Fonction |
| ----------- | --- | --- | --- | --- | --- |
| LIXe        | Cycle parlementaire devant être ouvert au plus tard à partir du 28 janvier 2025, date limite de la tenue des prochaines élections générales des Communes | Cycle parlementaire devant être ouvert au plus tard à partir du 28 janvier 2025, date limite de la tenue des prochaines élections générales des Communes | Cycle parlementaire devant être ouvert au plus tard à partir du 28 janvier 2025, date limite de la tenue des prochaines élections générales des Communes | Cycle parlementaire devant être ouvert au plus tard à partir du 28 janvier 2025, date limite de la tenue des prochaines élections générales des Communes | Cycle parlementaire devant être ouvert au plus tard à partir du 28 janvier 2025, date limite de la tenue des prochaines élections générales des Communes |

## Résultats électoraux
| Candidat                   | Candidat            | Étiquette           | Parti               | Vote | Vote | Vote |  |
| Candidat                   | Candidat            | Étiquette           | Parti               | Voix | %    | ±    |  |
| -------------------------- | ------------------- | ------------------- | ------------------- | ---- | ---- | ---- |  |
|                            |                     | CON                 | Parti conservateur  |      |      | ND   |  |
|                            |                     | PC                  | Plaid Cymru         |      |      | ND   |  |
|                            |                     | LAB                 | Parti travailliste  |      |      | ND   |  |
|                            |                     | LIB DEM             | Démocrates libéraux |      |      | ND   |  |
|                            |                     |                     |                     |      |      |      |  |
| Majorité                   | Majorité            | Majorité            | Majorité            |      |      | ND   |  |
| Transfert de Butler        | Transfert de Butler | Transfert de Butler | Transfert de Butler |      |      | ND   |  |
|                            |                     |                     |                     |      |      |      |  |
| Corps électoral            |                     |                     |                     |      |      |      |  |
| Abstention, blancs et nuls |                     |                     |                     |      |      |      |  |
| Exprimés                   | Exprimés            | Exprimés            | Exprimés            |      |      | ND   |  |